# Aquilaria malaccensis
Orličín Indický 
Orličín Indický (latinsky Aquilaria malaccensis) je mohutný tropický strom z čeledi vrabečnicovité (Thymelaeaceae). Listy jsou jednoduché, střídavé, květy málo nápadné, zelené až žluté, uspořádané v okolíkovitých květenstvích. Druh roste v tropické Asii. Poskytuje ceněné vonné dřevo, používané zejména v parfumerii a asijské medicíně, známé jako agarwood (ze sanskrtského aguru) nebo aloeswood. Ze dřeva je získáván vonný olej nazývaný v parfumerii oudový olej. Je také známá jako Orlařka Drahocenná,Oud,Agar, Rajské dřevo, Orlí dřevo,Kyara(název pro vysoce ceněné vysoce ceněné dřevo).

## Popis
Aquilaria malaccensis je mohutný stálezelený strom dorůstající výšky až 40 metrů a průměru kmene 1,5 až 2,5 metru. Borka je hladká, bělavá. Listy jsou jednoduché, střídavé, podlouhle eliptické až kopinaté, tužší, na obou stranách lesklé, 7,5 až 12 cm dlouhé a 2,5 až 5,5 cm široké, na bázi klínovité až tupé, na vrcholu zašpičatělé. Žilnatina je zpeřená, tvořená 12 až 16 páry postranních žilek. Řapík je 4 až 6 mm dlouhý. Květy jsou uspořádány v úžlabním květenství, tvořeném několika okolíky složenými z asi 10 květů. Květy jsou zelené nebo špinavě žluté, zvonkovité, pětičetné, 5 až 6 mm dlouhé. Kališní cípy jsou 2 až 3 mm dlouhé, rozestálé, asi tak dlouhé jako kališní trubka. Tyčinky jsou 1 až 2 mm dlouhé, s krátkými nitkami. Semeník je drobný, 1 až 1,5 mm dlouhý, hustě chlupatý, na vrcholu s téměř přisedlou hlavatou bliznou. Plodem je lokulicidní tobolka kapkovitého tvaru, 3 až 4 cm dlouhá, obsahující 1 nebo 2 semena. Semena jsou asi 10 mm dlouhá, na vrcholu se 4 mm dlouhým zobanem.

## Rozšíření
Druh Aquilaria malaccensis je rozšířen v tropické jižní a jihovýchodní Asii. Roste v severovýchodní Indii, Bangladéši, Bhútánu, Indonésii, Malajsii, Myanmaru, Filipínách, Singapuru a Thajsku.
Nejčastěji roste ve smíšených lesích v nadmořských výškách od 0 do 850 metrů, v příhodných lokalitách v nadmořské výšce přes 1 000 metrů. Na stanoviště není vybíravý a roste na dobře odvodněných půdách na svazích hor i v blízkosti bažin.

## Dřevo
Pro získání ceněného vonného dřeva jsou vyhledávány stromy napadené houbou Phaeoacremonium parasitica, případně jsou podhoubím této houby uměle infikovány. Mycelium prorůstající dřevem dráždí rostlinu k vyměšování vonné pryskyřice. Napadené jádrové dřevo je tmavé a těžké, zatímco zdravé dřevo je světlé a poměrně lehké.

## Ochrana
Druh byl v minulosti hodně těžen v téměř celém svém areálu rozšíření.
V Červeném seznamu ohrožených druhů IUCN je veden jako zranitelný. Je rovněž zařazen v seznamu CITES. V Indii je veden jako kriticky ohrožený (roste pouze v severovýchodní Indii ve státech Assam, Manípur, Méghálaj a Tripura) a jeho vývoz je zakázán. V Indonésii a Malajsii je těžba agarwood regulována, plnou ochranu má v Bhútánu, Myanmaru, Filipínách, Singapuru a Thajsku.
Převážná většina dřeva na trhu pochází z divoce rostoucích stromů. V současnosti je dřevo Aquilaria malaccensis nahrazováno dřevem příbuzných stromů, zejména Aquilaria filaria a Gyrinops ledermannii z Papuy Nové Guiney.

## Význam
Strom Aquilaria malaccensis je těžen pro vysoce ceněné vonné dřevo, známé jako agar, agarwood, eaglewood, aloeswood, gaharu nebo kalamabak. Po dřevu je poptávka zejména ve východní Asii a na Středním východě. Je využíváno zejména v medicíně, parfumerii a jako vykuřovadlo. Destilací se získává vonný olej (silice), známý jako agar oil. Strom o stáří 80 let poskytuje asi 6 až 9 kg oleje.
Rostlina je v tradiční indické medicíně používána jako adstringens, karminativum, lék proti astma, průjmu a úplavici. Dále je využívána při dně, revmatismu, ochrnutí, jako stimulans při sexuální vyčerpanosti a jako mast na kožní onemocnění.